# Hygrotus novemlineatus
Hygrotus novemlineatus är en skalbaggsart som först beskrevs av Stephens 1829.  I den svenska databasen Dyntaxa används istället namnet Coelambus novemlineatus. Enligt Catalogue of Life ingår Hygrotus novemlineatus i släktet Hygrotus och familjen dykare, men enligt Dyntaxa är tillhörigheten istället släktet Coelambus och familjen dykare. Arten är reproducerande i Sverige. Inga underarter finns listade i Catalogue of Life.

## Bildgalleri

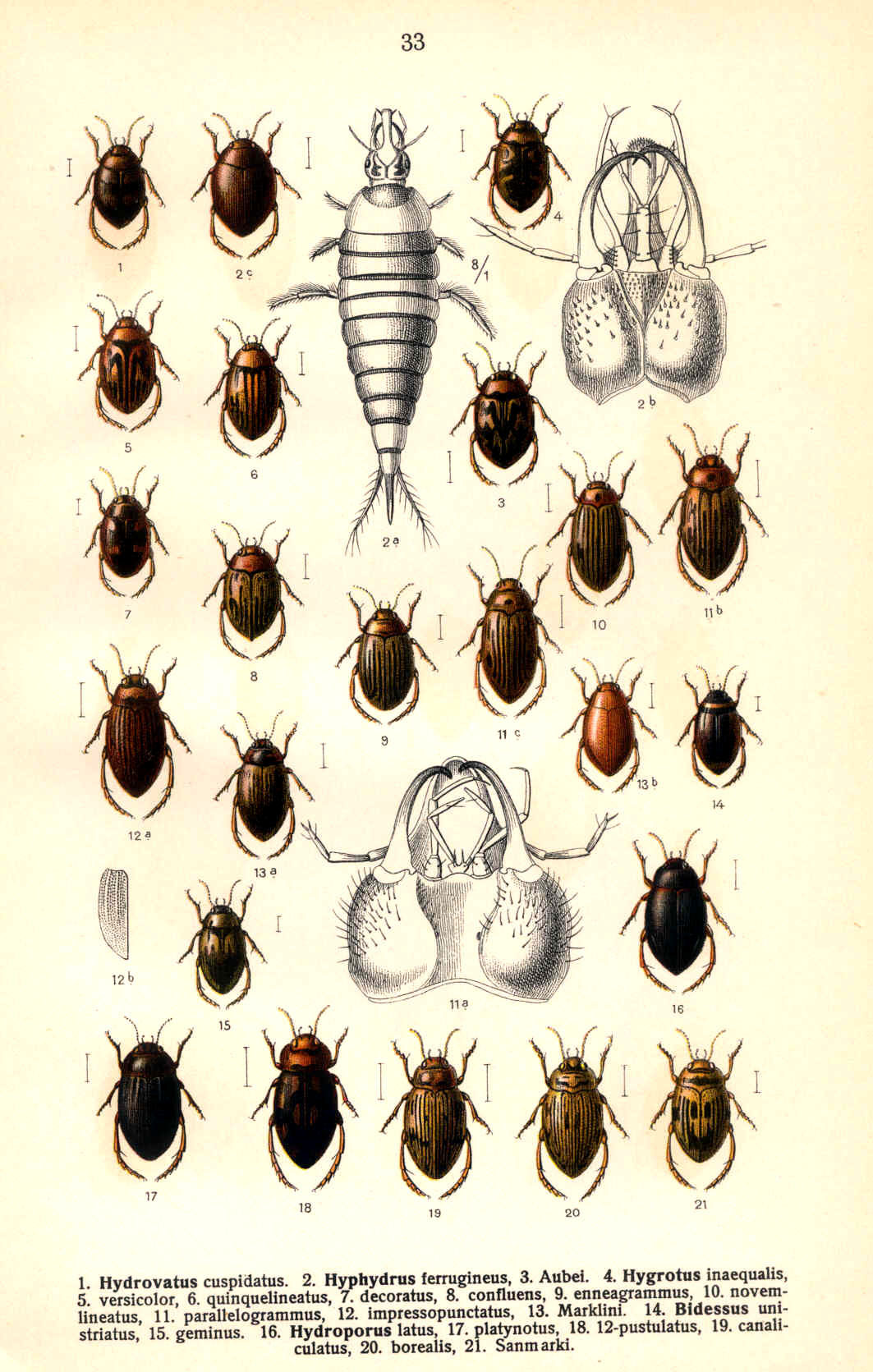